# Johnny Bucyk
John Paul „Johnny“ Bucyk (* 12. Mai 1935 in Edmonton, Alberta) ist ein ehemaliger kanadischer Eishockeyspieler, der im Verlauf seiner aktiven Karriere zwischen 1952 und 1978 unter anderem 1664 Spiele für die Detroit Red Wings und Boston Bruins in der National Hockey League auf der Position des linken Flügelstürmers bestritten hat. Bucyk, der in zwei Amtszeiten Mannschaftskapitän der Boston Bruins war, gewann in den Jahren 1970 und 1972 mit dem Team den Stanley Cup. Darüber hinaus erhielt er zahlreiche individuelle Auszeichnungen, die von der Aufnahme in die Hockey Hall of Fame im Jahr 1981 gekrönt wurden.

## Karriere
Bucyk wuchs unter ärmsten Verhältnissen in Edmonton auf. Da er erst mit 13 Jahren mit dem Schlittschuhlaufen begann, waren ihm seine Mitspieler läuferisch überlegen, doch der junge athletische Johnny hob sich durch seinen enorm starken Willen aus der Menge heraus. Nach zwei Jahren in Detroit wollten die Red Wings Terry Sawchuk aus Boston zurückholen und tauschten ihn gegen Bucyk.
In Boston spielte er mit seinen Weggefährten aus der Jugend Bronco Horvath und Vic Stasiuk gemeinsam in der „Uke Line“, die auf Grund ihrer ukrainischen Abstimmung so hieß. Johnny galt als "harter Hund" in einer wenig erfolgreichen Mannschaft. Als Phil Esposito und Bobby Orr die Boston Bruins 1967 zu einem der Top-Teams der Liga machten, passte sein Stil nicht mehr in die Mannschaft. Mit über 30 Jahren änderte Bucyk seine Art zu spielen und wurde zu einem fairen Topscorer. Er gewann zweimal die Lady Byng Memorial Trophy. Mit 32 Jahren erzielte er in einer Saison zum ersten Mal über 30 Tore und übertraf diese Marke noch sechs weitere Male. Zweimal gewann er mit den Bruins den Stanley Cup. Nach seinen 21 Jahren in Boston wird seine Rückennummer 9 bei den Bruins nicht mehr vergeben.
1981 wurde er mit der Aufnahme in die Hockey Hall of Fame geehrt.

## Erfolge und Auszeichnungen
| - 1955 Teilnahme am NHL All-Star Game - 1963 Teilnahme am NHL All-Star Game - 1964 Teilnahme am NHL All-Star Game - 1965 Teilnahme am NHL All-Star Game - 1968 Teilnahme am NHL All-Star Game - 1968 NHL Second All-Star Team - 1970 Teilnahme am NHL All-Star Game - 1970 Stanley-Cup-Gewinn mit den Boston Bruins - 1971 Teilnahme am NHL All-Star Game | - 1971 Lady Byng Memorial Trophy - 1971 NHL First All-Star Team - 1972 Stanley-Cup-Gewinn mit den Boston Bruins - 1974 Lady Byng Memorial Trophy - 1976 Charlie Conacher Humanitarian Award - 1977 Lester Patrick Trophy - 1980 Sperrung der Trikotnummer 9 durch die Boston Bruins - 1981 Aufnahme in die Hockey Hall of Fame |

## Rekorde
- 813 Assists durch einen Linksaußen
- 3 Überzahl-Tore in einem Playoff-Spiel (21. April 1974; Bruins – Black Hawks 8:6) (gemeinsam mit neun weiteren Spielern)
- 545 Tore für die Boston Bruins
- 418 Spiele ohne Unterbrechung für die Boston Bruins (23. Januar 1969 bis 2. März 1975)
- 116 Punkte als Linksaußen für die Boston Bruins (1970/71)

## Karrierestatistik
(Legende zur Spielerstatistik: Sp oder GP = absolvierte Spiele; T oder G = erzielte Tore; V oder A = erzielte Assists; Pkt oder Pts = erzielte Scorerpunkte; SM oder PIM = erhaltene Strafminuten; +/− = Plus/Minus-Bilanz; PP = erzielte Überzahltore; SH = erzielte Unterzahltore; GW = erzielte Siegtore; 1 Play-downs/Relegation; Kursiv: Statistik nicht vollständig)